# Liparetrus uptoni
Liparetrus uptoni är en skalbaggsart som beskrevs av Britton 1980. Liparetrus uptoni ingår i släktet Liparetrus och familjen Melolonthidae. Inga underarter finns listade i Catalogue of Life.